# 的場町停留場

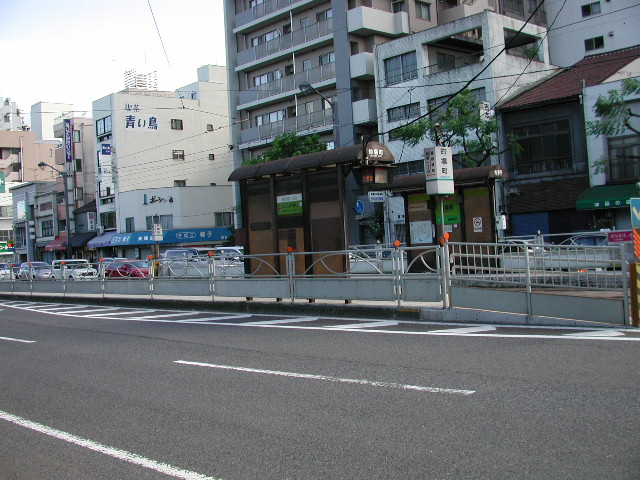
皆実線乗り場

的場町停留場（まとばちょうていりゅうじょう、的場町電停）は、広島県広島市南区的場町一丁目にある広島電鉄の停留場。
本線・皆実線（いずれも旧線）が接続するが、循環ルートへの切り替え工事のため2025年8月3日から2026年春（予定）まで休止中である。営業当時の駅番号は本線がM3、皆実線がH3。

## 歴史
的場町停留場には本線と皆実線の2路線が乗り入れているが、このうち先に開業したのは本線である。本線は1912年（大正元年）に広島駅前停留場から紙屋町停留場までの区間が開通、同日に当停留場も開設されている。皆実線が開通したのは太平洋戦争下の1944年（昭和19年）のことで、当時軍事上の拠点であった広島港への輸送力増強のために敷設された。
しかし翌1945年（昭和20年）8月6日、広島市への原子爆弾投下により広島電鉄の市内路線は全線が不通となる。それでも同年10月には当停留場を含む本線の広島駅前 - 山口町（現・銀山町）間が運行を再開、3年後の1948年（昭和23年）には皆実線も全線が通じ復旧を果たした。
2025年（令和7年）8月3日、駅前大橋ルートの開通により広島駅 - 稲荷町が直接接続され、当停留場より広島駅方は廃止された。残る稲荷町 - 当停留場 - 段原一丁目 - 比治山下間では2026年春の循環ルート（仮称）運行開始に先立つ工事のため営業を休止している。

### 年表
- 1912年（大正元年）11月23日：本線の開通に伴い開業[4][6]。
- 1944年（昭和19年）12月27日：皆実線が開通し、同線の停留場が開業[4][6]。
- 1945年（昭和20年）
  - 8月6日：原爆投下により休止[4]。
  - 10月11日：本線の広島駅 - 山口町間が営業再開[4]。
- 1948年（昭和23年）7月1日：皆実線が復旧し、運行を再開[6]。
- 1982年（昭和57年）1月30日：皆実線のりばの比治山下寄りに渡り線を設置。
- 1996年（平成8年）10月：駅番号制定に伴い本線側に「M3」、皆実線側に「H3」を付与[7]。
- 2025年（令和7年）8月3日：駅前大橋ルートの開業により、本線の広島駅 - 的場町間が廃止。循環ルートへの切り替え工事により本線の的場町 - 稲荷町間と皆実線の的場町 - 比治山下間が休止となるため、当停留場も営業休止[8]。
- 2026年（令和8年）春（予定）：循環ルートの運行開始により、営業再開[8]。

開業時の停留場名を「的場」とし、1960年（昭和35年）3月30日に「的場町」に改称されたとする資料も存在するが、それ以前に停留場名を「的場町」としている資料もあり、表記には揺れが見られる。

## 停留場構造
※以下の内容は2025年8月3日に営業休止となる以前のものである。
広島電鉄の市内線はほぼすべての区間で道路上に軌道が敷かれた併用軌道であり、当停留場も道路上に設けられている。
本線と皆実線の乗り場は離れて存在し、相生通りと比治山通りが交わる的場交差点の紙屋町寄りに本線、比治山下寄りに皆実線の乗り場がある。両線ともホームは低床式で上下2面あり、2本の線路を挟み込むように配置された相対式ホームである。広島駅に向かう電車の乗り場は本線と皆実線のそれぞれにあるが、広島駅まで近い（約500メートル）こともあり、どちらのホームが先発電車となるかなどの案内表示は特に設けられていない。
軌道は交差点の猿猴橋町寄りにポイントがあり、両乗り場の手前で本線から皆実線が分岐する構造となっている。1955年（昭和30年）11月にはポイント操作を無人で行うためのトロリーコンタクターが設置された。皆実線の乗り場の広島港（宇品）側には、1982年（昭和57年）1月30日に設置された上り線（広島駅方面）から下り線（宇品方面）への渡り線がある。

### 運行系統
当停留場には広島電鉄で運行される系統のうち1号線、2号線、5号線、6号線、それに0号線が乗り入れる。当停留場を経由し本線と皆実線を結ぶのは5号線で、それ以外の系統は本線のみを使用する。
| 本線下りホーム   | 0号線                 | （紙屋町経由）広電本社前ゆき                                     |
| 本線下りホーム   | 1号線                 | （紙屋町経由）広島港（宇品）ゆき                                 |
| 本線下りホーム   | 2号線                 | 広電宮島口ゆき                                                   |
| 本線下りホーム   | 6号線                 | 江波ゆき                                                         |
| 本線上りホーム   | 1号線 · 2号線 · 6号線 | 広島駅ゆき                                                       |
| 皆実線下りホーム | 5号線                 | 比治山下経由広島港（宇品）ゆき・宇品二丁目ゆき・皆実町六丁目ゆき |
| 皆実線上りホーム | 5号線                 | 広島駅ゆき                                                       |

## 利用状況
各年度の「移動等円滑化取組報告書（軌道停留場）」によると、近年の1日平均乗降人員は以下の通りである。
| 年度                | 1日平均乗降人員 | 1日平均乗降人員 |
| 年度                | 本 線           | 皆実線          |
| ------------------- | --------------- | --------------- |
| 2019年（令和 元年） | 2,125           | 629             |
| 2020年（令和02年）  | 1,367           | 622             |
| 2021年（令和03年）  | 1,466           | 540             |
| 2022年（令和04年）  | 1,708           | 631             |
| 2023年（令和05年）  | 1,823           | 683             |
| 2024年（令和05年）  | 1,781           | 642             |

## 停留場周辺
猿猴川の右岸に位置し、当停留場から西側の一帯には高層ビルが立ち並ぶ。南へ徒歩5分の距離には大衆演芸場の清水劇場があり、下町風情を味わえる街でもある。
- 荒神橋
- ホテルセンチュリー21広島
- ウインズ広島
- 西京銀行広島支店

### バス路線
比治山通り沿いに「的場町」バス停があり、広電バス・広島バス・広島交通が停車する。
的場町 バス停（段原方面）
- 4（広電バス） 仁保車庫前・向洋新町車庫方面
- 302,322,332,342 まちのわループ 右回り（広電バス・広島バス・広島交通） 大学病院前・旭町・県病院前方面
- 312 みなと新線（広島バス） 大学病院前・広島港方面

的場町 バス停（広島駅方面）
- 4（広電バス） 広島駅・県庁前方面
- 301,321,331,341 まちのわループ 左回り（広電バス・広島バス・広島交通） 広島駅方面
- 311 みなと新線（広島バス） 広島駅方面

## 隣の停留場
広島電鉄
本線
稲荷町停留場 (M02) - 的場町停留場
皆実線
的場町停留場 - 段原一丁目停留場

### かつて存在した路線
広島電鉄
■本線
猿猴橋町停留場 (M2) - 的場町停留場 (M3)